# Subdivisions de l'oblast de Belgorod
L'administration territoriale de l'oblast de Belgorod est l'organisation des institutions et des administrations du territoire de l'oblast russe de Belgorod. On recense de nombreuses communautés territoriales qui peuvent avoir un objectif politique (municipalités), électoral (circonscriptions électorales) ou administratif (raïons et certaines villes).

## Vue d'ensemble
D'un point de vue administratif, l'oblast est divisé en 6 villes d'importance d'oblast et 21 raïons.
Selon la division municipale actuelle en vigueur, l'oblast est divisé en 9 okrougs urbains et en 13 raïons municipaux. Ces raïons municipaux contiennent 16 établissements urbains et 174 établissements ruraux. Ainsi, il y a en tout 212 municipalités sur le territoire de l'oblast.

### Subdivisions administratives
| N°                            | Nom                           | Population (Rec. 2021)        | Chef-lieu                     | Population du chef-lieu (2021) |
| Villes d'importance régionale | Villes d'importance régionale | Villes d'importance régionale | Villes d'importance régionale | Villes d'importance régionale  |
| ----------------------------- | ----------------------------- | ----------------------------- | ----------------------------- | ------------------------------ |
| 1                             | Belgorod                      | 328 482 (2024)                | Belgorod                      | 328 482 (2024)                 |
| 2                             | Alekseïevka                   | 36 578                        | Alekseevka                    | 36 578                         |
| 3                             | Valouïki                      | 33 032                        | Valouiki                      | 33 032                         |
| 4                             | Goubkine                      | 85 225                        | Goubkine                      | 85 225                         |
| 5                             | Stary Oskol                   | 221 676                       | Stary Oskol                   | 221 676                        |
| 6                             | Chebekino                     | 39 680                        | Chebekino                     | 39 680                         |
| Raïons administartifs         |                               |                               |                               |                                |
| 1                             | Raïon d'Alekseïevka           | 59 360                        | Alekseïevka                   | Non inclus                     |
| 2                             | Raïon de Belgorod             | 191 744                       | Maïski                        | 14 143                         |
| 3                             | Raïon de Borissovka           | 23 904                        | Borissovka                    | 12 553                         |
| 4                             | Raïon de Valouïki             | 65 953                        | Valouïki                      | Non inclus                     |
| 5                             | Raïon de Veïdelevka           | 21 332                        | Veïdelevka                    | 7347                           |
| 6                             | Raïon de Volokonovka          | 29 276                        | Volokonovka                   | 10 426                         |
| 7                             | Raïon de Graïvoron            | 26 857                        | Graïvoron                     | 6179                           |
| 8                             | Raïon de Goubkine             | 114 989                       | Goubkine                      | Non inclus                     |
| 9                             | Raïon d'Ivnia                 | 21 650                        | Ivnia                         | 7134                           |
| 10                            | Raïon de Korotcha             | 35 883                        | Korotcha                      | 5623                           |
| 11                            | Raïon de Krasnoïe             | 11 358                        | Krasnoïe                      | 2158                           |
| 12                            | Raïon de la Garde rouge       | 32 242                        | Birioutch                     | 7114                           |
| 13                            | Raïon de Krasnaïa Iarouga     | 14 151                        | Krasnaïa Iarouga              | 7957                           |
| 14                            | Raïon de Novy Oskol           | 39 786                        | Novy Oskol                    | 18 359                         |
| 15                            | Raïon de Prokhorovka          | 27 106                        | Prokhorovka                   | 9790                           |
| 16                            | Raïon de Rakitnoïe            | 33 284                        | Rakitnoïe                     | 10 048                         |
| 17                            | Raïon de Rovenki              | 22 764                        | Rovenki                       | 10 939                         |
| 18                            | Raïon de Stary Oskol          | 256 564                       | Stary Oskol                   | Non inclus                     |
| 19                            | Raïon de Tchernianka          | 29 726                        | Tchernianka                   | 14 896                         |
| 20                            | Raïon de Chebekino            | 85 151                        | Chebekino                     | Non inclus                     |
| 21                            | Raïon de Stroïtel             | 57 428                        | Stroïtel                      | 23 780                         |

### Subdivisions municipales
| N°                 | Nom                          | Centre administratif | Superficie      | Population (Rec. 2021) | ÉU              | ÉR              | V               | CU              | LR              | NL              |
| Okrougs urbains    | Okrougs urbains              | Okrougs urbains      | Okrougs urbains | Okrougs urbains        | Okrougs urbains | Okrougs urbains | Okrougs urbains | Okrougs urbains | Okrougs urbains | Okrougs urbains |
| ------------------ | ---------------------------- | -------------------- | --------------- | ---------------------- | --------------- | --------------- | --------------- | --------------- | --------------- | --------------- |
| 1                  | Okroug urbain d'Alekseïevka  | Alekseïevka          | 1765.1          | 59 360                 | —               | —               | 1               | —               | 89              | 90              |
| 2                  | Ville de Belgorod            | Belgorod             | 153.1           | 328 482                | —               | —               | 1               | —               | —               | 1               |
| 3                  | Okroug urbain de Valouïki    | Valouïki             | 1709.6          | 65 953                 | —               | —               | 1               | 1               | 95              | 97              |
| 4                  | Okroug urbain de Graïvoron   | Graïvoron            | 853.8           | 26 857                 | —               | —               | 1               | —               | 39              | 40              |
| 5                  | Okroug urbain de Goubkine    | Goubkine             | 1526.6          | 114 989                | —               | —               | 1               | —               | 99              | 100             |
| 6                  | Okroug urbain de Novy Oskol  | Novy Oskol           | 1401.0          | 39 786                 | —               | —               | 1               | —               | 105             | 106             |
| 7                  | Okroug urbain de Stary Oskol | Stary Oskol          | 1693,5          | 256 564                | —               | —               | 1               | —               | 64              | 65              |
| 8                  | Okroug urbain de Chebekino   | Chebekino            | 1866.0          | 85 151                 | —               | —               | 1               | 1               | 101             | 103             |
| 9                  | Okroug urbain de Iakovlevo   | Stroïtel             | 1089.0          | 57 428                 | —               | —               | 1               | 2               | 83              | 86              |
| Raïons municipaux  |                              |                      |                 |                        |                 |                 |                 |                 |                 |                 |
| 10                 | Raïon de Belgorod            | Maïski               | 1474.7          | 191 744                | 3               | 21              | —               | 3               | 83              | 86              |
| 11                 | Raïon de Borissovka          | Borissovka           | 650,4           | 23 904                 | 1               | 9               | —               | 1               | 33              | 34              |
| 12                 | Raïon de Veïdelevka          | Veïdelevka           | 1356.0          | 21 332                 | 1               | 11              | —               | 1               | 62              | 63              |
| 13                 | Raïon de Volokonovka         | Volokonovka          | 1287.7          | 29 276                 | 2               | 12              | —               | 2               | 80              | 82              |
| 14                 | Raïon d'Ivnia                | Ivnia                | 871.1           | 21 650                 | 1               | 14              | —               | 1               | 39              | 40              |
| 15                 | Raïon de Korotcha            | Korotcha             | 1417.0          | 35 883                 | 1               | 22              | 1               | —               | 126             | 127             |
| 16                 | Raïon de Krasnoïe            | Krasnoïe             | 851.9           | 11 358                 | —               | 10              | —               | —               | 44              | 44              |
| 17                 | Raïon de la Garde rouge      | Birioutch            | 1762.6          | 32 242                 | 1               | 14              | 1               | —               | 84              | 85              |
| 18                 | Raïon de Krasnaïa Iarouga    | Krasnaïa Iarouga     | 479.2           | 14 151                 | 1               | 7               | —               | 1               | 33              | 34              |
| 19                 | Raïon de Prokhorovka         | Prokhorovka          | 1378.7          | 27 106                 | 1               | 17              | —               | 1               | 134             | 135             |
| 20                 | Raïon de Rakitnoïe           | Rakitnoïe            | 900,9           | 33 284                 | 2               | 11              | —               | 2               | 60              | 62              |
| 21                 | Raïon de Rovenki             | Rovenki              | 1369.0          | 22 764                 | 1               | 11              | —               | 1               | 49              | 50              |
| 22                 | Raïon de Tchernianka         | Tchernianka          | 1192.0          | 29 726                 | 1               | 15              | —               | 1               | 56              | 57              |
| Total              |                              |                      |                 |                        |                 |                 |                 |                 |                 |                 |
| Oblast de Belgorod | Oblast de Belgorod           | Belgorod             | 27134.0         | 1 500 659              | 16              | 174             | 11              | 18              | 1557            | 1586            |